# San Vendemiano
San Vendemiano (San Vendemàn o, per metatesi, San Devemàn in veneto) è un comune italiano di 9 686 abitanti della provincia di Treviso in Veneto.

## Storia
Il territorio, già coinvolto nella centuriazione romana, passò poi sotto i Longobardi. Sconfitti nel 774 dai Franchi, divenne feudo del vescovo-conte di Ceneda sotto la giurisdizione della pieve di San Fior. Da questo punto si staccava la Via Alemagna diretta a Dobbiaco. Questa strada si distaccava dalla Via Norica.
Nel 1170 seguì le sorti di Conegliano e passò sotto il comune di Treviso. Un documento del 1261 testimonia che all'ottavo centenaro appartenevano le regole di Santo Stefano di Montesella, San Giorgio di Montesella, San Nicolò di Montesella, San Vendemiano, Crusniga, Saccon e Fossamerlo, mentre al sesto apparteneva la regola di Zoppè. Nel 1314, invece, sono citate le regole di San Vendemiano, Crusniga, Lacere, Fossamerlo e Zoppè, ancora sotto la pieve di San Fior.
Nel 1339 San Vendemiano diviene parte della Serenissima rimanendovi, con alterne vicende, sino al 1797. Questo periodo di stabilità e benessere economico e sicurezza militare permise un relativo sviluppo economico legato all'insediamento di latifondisti veneziani, quali i Lippomano. Allora il territorio rientrava nella podesteria di Conegliano.
Dopo la parentesi napoleonica, San Vendemiano diventa definitivamente parte del Regno Lombardo-Veneto e il 4 aprile 1861 viene istituito il Comune, coincidente con l'attuale.

### Simboli
Lo stemma e il gonfalone del comune di San Vendemiano sono stati concessi con decreto n. 1004 del presidente della Repubblica del 20 marzo 1984.

## Monumenti e luoghi d'interesse

### Le chiese
Il comune di San Vendemiano consta di tre parrocchie, dunque ha tre chiese principali.

#### San Vendemiale vescovo
Dislocata nel centro del paese capoluogo, fu edificata tra il 1788 e il 1793 e consacrata nel 1824.

#### San Pietro in Vincoli
Edificio ricco di storia, è la parrocchiale della frazione Zoppè, costruita nel tardo XVI secolo e successivamente ampliata, rimaneggiata e abbellita internamente da nuove opere d'arte.

#### Santi Felice Papa e Rocco
È la chiesa di Saccon, dal 1952 parrocchia. Si tratta di un edificio recente, edificato nel 1961.

### Ville venete
L'IRVV segnala la presenza, sul territorio di San Vendemiano, di due ville venete, Villa Lippomano e Villa Vettori; tuttavia si segnalano, a Zoppè, anche Villa Perini-Cettolin, Villa Luzzatti e infine Villa Parini.

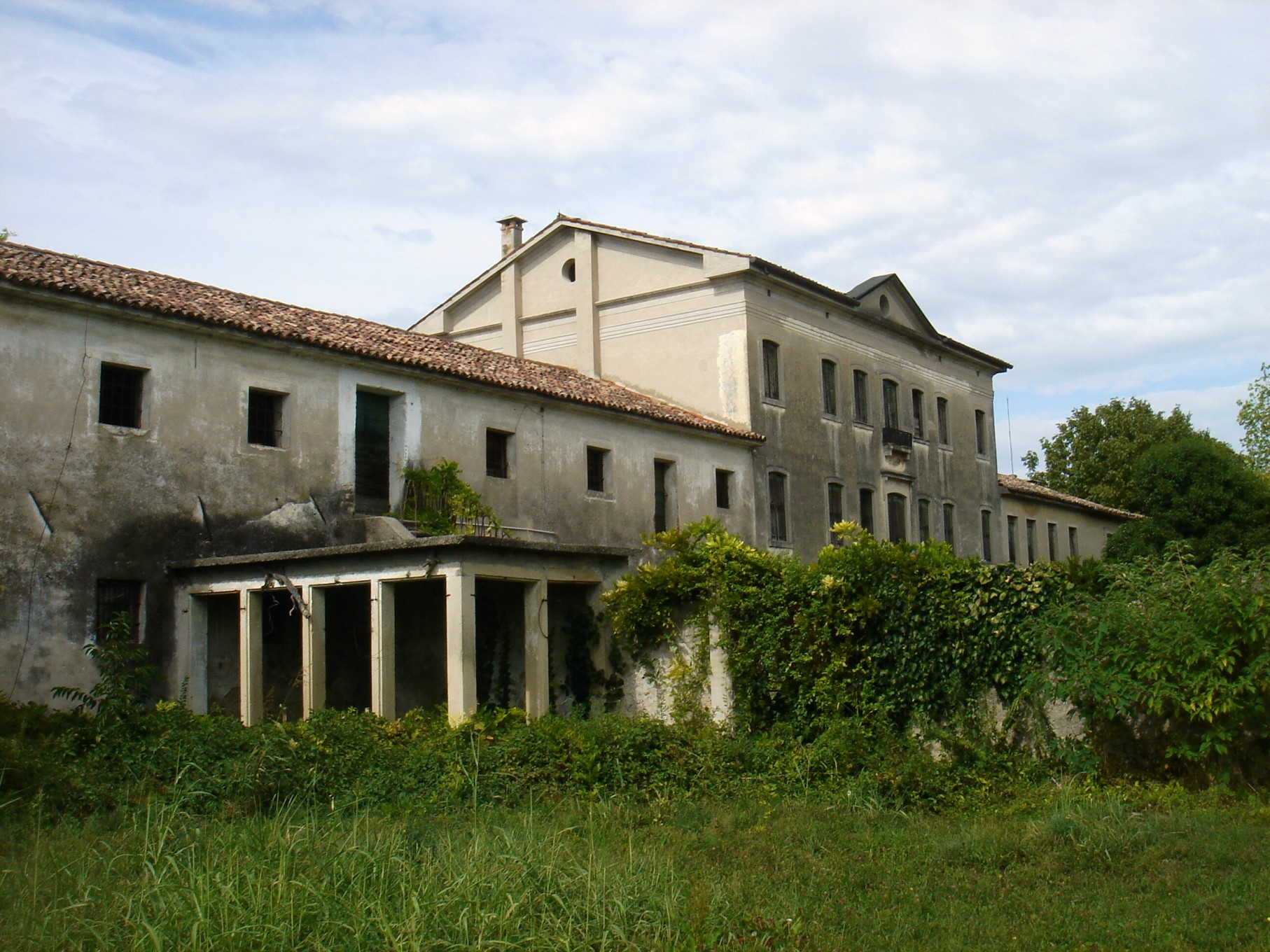
Villa Vettori

#### Villa Lippomano
Situata presso Monticella, quartiere e colle di Conegliano, confinante con San Vendemiano, essa è la maggiore villa veneta di San Vendemiano e una delle più importanti della zona.
L'area in cui sorge è costituita da una collina coperta di viti, dove due viali alberati conducono alla sommità, sulla quale si erge elegante l'edificio secentesco, attribuito dalla tradizione a Baldassarre Longhena e avente al suo interno un salone da ballo riccamente decorato da stucchi ed affreschi.

#### Villa Vettori
Edificio ottocentesco situato ai margini del centro abitato di Zoppè, Villa Vettori è un tardo esempio di villa veneta, peraltro in cattivo stato di conservazione ed inserita oggi in un contesto fortemente degradato paesaggisticamente, che ne compromette irrimediabilmente l'assetto storico.

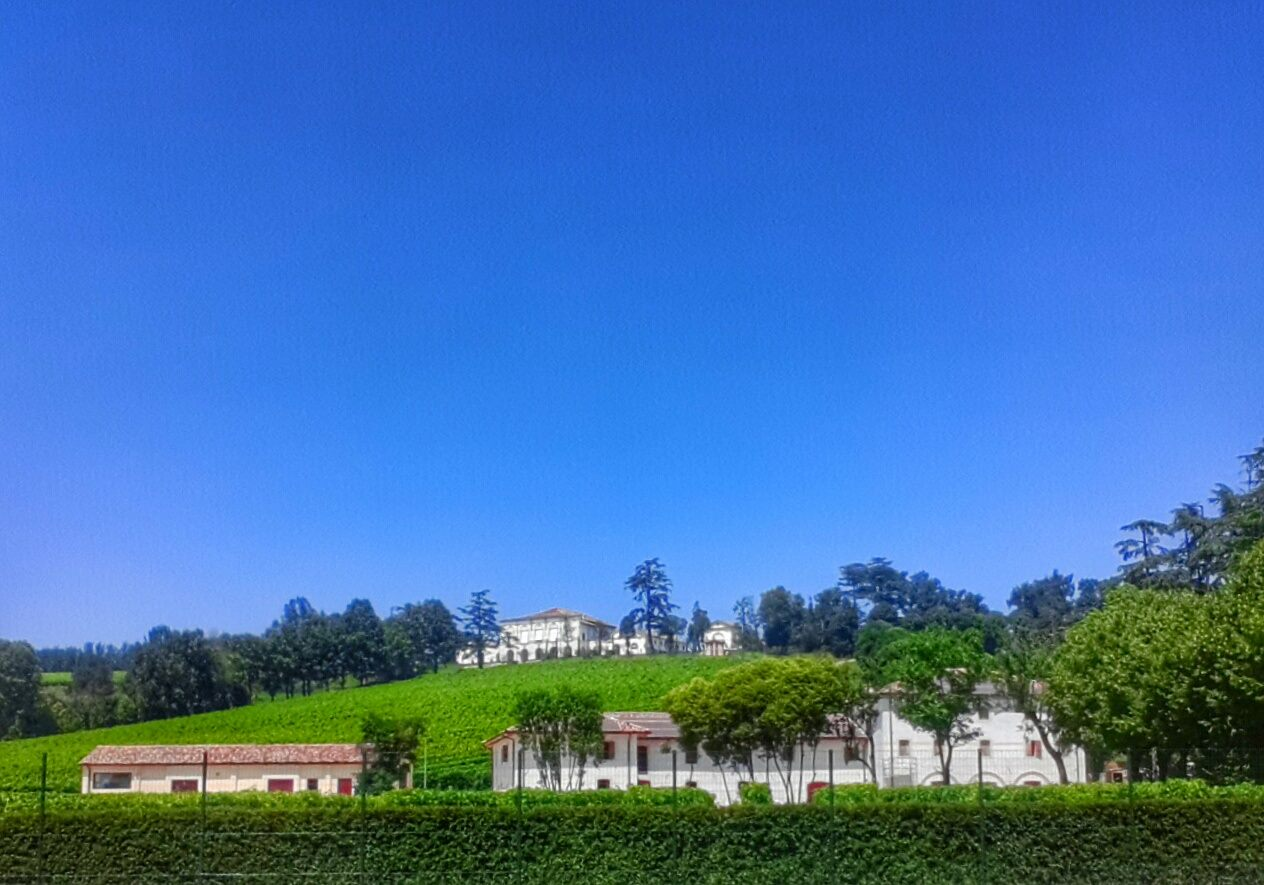
Villa Lippomano e i vigneti circostanti

### Aree naturali
Le aree di maggior valore naturalistico del comune riguardano l'estremità nord del comune, dove si estendono i rilievi della Calpena, zona a prevalenza agricola, e l'estremità sud-est, al confine con San Fior di Sotto, dove in località Zoppè ha importanza la presenza del paesaggio peculiare dei palù, ricco di risorgive, ma compromesso nel suo assetto dal passaggio dell'autostrada A27.

## Società

### Evoluzione demografica
Abitanti censiti

### Etnie e minoranze straniere
Al 31 dicembre 2017 gli stranieri residenti nel comune erano 732, ovvero il 7,4% della popolazione. Di seguito sono riportati i gruppi più consistenti:
1. Cina 113
2. Romania 105
3. Marocco 68
4. Macedonia 51
5. Albania 51
6. Senegal 50
7. Ucraina 48
8. Camerun 20

## Amministrazione
| Periodo | Periodo   | Primo cittadino | Partito   | Carica  | Note |
| ------- | --------- | --------------- | --------- | ------- | ---- |
| 1995    | 2004      | Guido Dussin    | Lega Nord | Sindaco |      |
| 2004    | 2014      | Sonia Brescacin | Lega Nord | Sindaco |      |
| 2014    | in carica | Guido Dussin    | Lega Nord | Sindaco |      |

### Gemellaggi
- Nova Gorica, dal 1973

## Sport
- A.C. San Vendemiano

L'Associazione Calcio San Vendemiano si costituisce nel 1966 su iniziativa di alcuni sportivi, guidati dall'opera appassionata e carismatica di Eugenio De Ronchi, che fu il primo Presidente, fra i quali: Gianfranco Pol (Vice Presidente), Primo De Ronchi, Alberto Filippin, Giuseppe Carlet, Giuseppe Corrocher, Oscar Ghirardi, Angelo (Lino) Biasin, Renzo Camerin (il primo allenatore), Angelo Da Lozzo (che è stato il primo capitano), Maurizio Furlan, Giovanni Furlan. All'inizio, la mancanza di un campo sportivo ne limita l'attività, costringendo la squadra a giocare le partite interne sul campo periferico di Conegliano.
La stagione 1966/1967 vede la partecipazione ai campionati provinciali juniores ed allievi, con risultati sorprendenti. Successivamente, con la possibilità di giocare sul proprio campo, inizia la partecipazione al campionato dilettanti di terza categoria, arrivando nel corso degli anni fino alla prima categoria. 
I primi colori sociali sono nero-verde, successivamente sostituiti da biancorosso.
Al termine della stagione 2003/2004 avviene la fusione col Calcio Conegliano, dando vita all'Union CSV, unione non condivisa da moltissimi sportivi, che vedono in questa operazione la cancellazione della storia quasi quarantennale della loro società. 
Nel 2011 termina l'avventura dell'Union CSV, a seguito della retrocessione in 1.a Categoria. 
Nel 2012 viene rifondata la squadra di calcio ACD San Vendemiano che gioca nel campionato di 2ª Categoria.
Tra i giocatori usciti dal suo vivaio il più noto è Alessandro Del Piero.
- La squadra di basket Rucker Sanve partecipa al campionato di Serie B dal 2017, giungendo più volte ai playoff ma non riuscendo mai a salire nella categoria superiore.